# Mendes (mitologia)

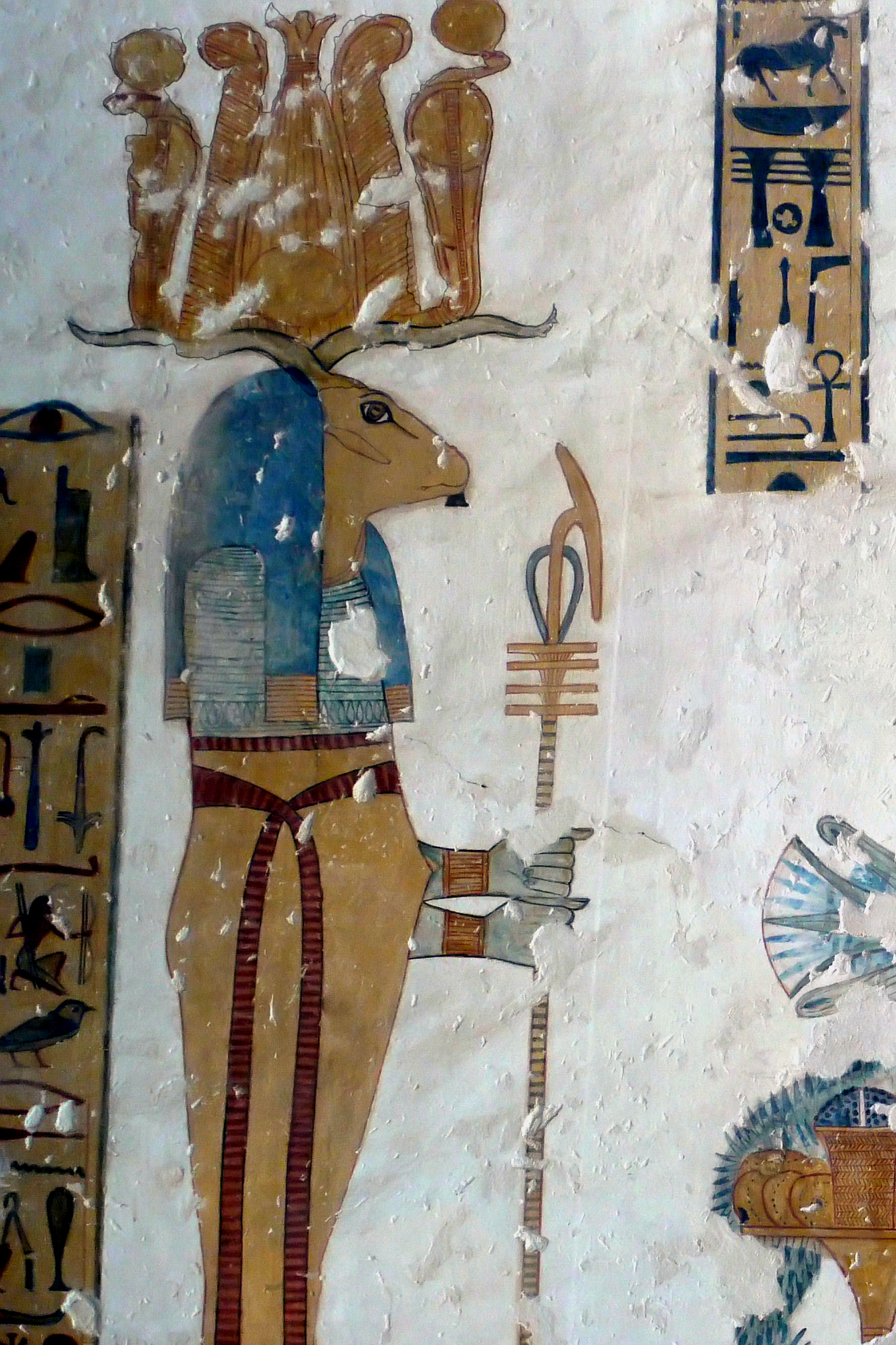
Mendes

Mendes ou Banebedjedete era um deus do antigo Egito com um centro de culto em Mendes. É retratado como um homem com quatro cabeças de carneiro. Como os deuses egípcios não têm realmente um gênero, também poderia ter um aspecto com quatro cabeças de ovelhas. As palavras para "carneiro" e "alma" soavam da mesma forma em egípcio, de modo que as divindades de carneiro eram às vezes vistas como aparições de outros deuses.
O nome Banebedjedete significa " O Ba, senhor de Djedete" , uma alusão ao Ba de Osíris, que a divindade representava na cidade de Mendes (Djedete), antigo nome egípcio da localidade que hoje em dia é conhecida como Tel Ruba. No período helenístico a cidade adotou o nome de Mendes. Daí que vem o outro nome de Banebedjedete: "carneiro senhor de Mendes".
A partir do Império Novo, o Deus Mendes passou a ser representado com quatro cabeças de carneiro, uma para cada Ba divino que ele encarnava: o ba de Rá, de Shu , de Geb e de Osíris. O Deus não tinha nenhum atributo próprio, a não ser estes dois facões que por vezes, carregava . É possível que eles tenham relação com o ritual de abertura da boca , que servia para libertar o ba do corpo humano.
"O bode de Mendes" foi ligado por alguns estudiosos esotéricos a Bafomete (o "falso deus" que os Templários foram acusados de adorar) e transformado em um estereótipo satânico por outros. O único pequeno problema com isto é que Mendes não era um bode, mas um carneiro, e ele não era considerado mau ou mesmo agressivo.

## Ligação externa
- Mistérios dos Deuses Egípcios. Editora Salvat , fascículo 80. Acervo pessoal. [S.l.: s.n.]